# 7empest
«7empest» (укр. Буря) — пісня американського рок-гурту Tool з альбому Fear Inoculum 2019 року.

## Про пісню
«7empest» («7уря») — це найдовша пісня на альбомі, яка триває майже шістнадцять хвилин. Її назва «Tempest» (укр. Буря) стилізована із використанням числа «сім», що було частиною концепції альбому, та відсилає до однойменної п'єси Шекспіра. Пісня починається з гітарного перебору та дзвінкої перкусії, але швидко переходить до агресивного гітарного рифу з ефектом «wah-wah», на тлі якого Кінен спочатку повторює фразу «Зберігай спокій» (англ. Keep calm), але врешті решт гарчить «І знову те саме» (англ. Here we go again). Слідом за декількома куплетами, які нагадують «старих Tool», йде інструментальний брейкдаун в стилі Meshuggah та трихвилинне гітарне соло Адама Джонса. Гітарист залишається на першому плані до кінця пісні, майстерно комбінуючи складні розміри 5/4, 11/8 та 7/8.
На 62-й церемонії вручення «Греммі» Tool було визнано переможцями в категорії «Найкраще метал-виконання». Їхня пісня «7empest» обійшла композиції Candlemass та Тоні Айоммі («Astrolus — The Great Octopus»), Death Angel («Humanicide»), I Prevail («Bow Down») та Killswitch Engage («Unleashed»). Нагороду отримали Денні Кері та Джастін Ченселлор: «Я хотів би подякувати всім богам, тому що я не думаю, що зараз найкращий час їх злити» — зауважив зі сцени барабанщик Tool. 
На сайті Loudwire «7empest» назвали найкращою роботою гітариста Адама Джонса за всю його кар'єру. 

## Місця в чартах
| Хіт-парад                    | Дата дебюту в чарті | Найвища позиція |
| ---------------------------- | ------------------- | --------------- |
| Hot Rock & Alternative Songs | 14 вересня 2019     | 6               |
| Rock Streaming Songs         | 14 вересня 2019     | 24              |
| Hot Rock Songs               | 14 вересня 2019     | 6               |